# Yoshiyuki Sadamoto
貞本・義行
Œuvres principales
Première œuvre : 18R no taka
Autres ouvrages :
- Neon Genesis Evangelion

Yoshiyuki Sadamoto (貞本 義行, Sadamoto Yoshiyuki), né le 29 janvier 1962  à Tokuyama (actuellement Shūnan) dans la préfecture de Yamaguchi, est un illustrateur, auteur de bande dessinée et character designer japonais. Il est surtout connu pour avoir adapté en manga l'anime de science-fiction Neon Genesis Evangelion.

## Biographie
Yoshiyuki Sadamoto est né le 29 janvier 1962 à Tokushima, ville portuaire de Shikoku. Après ses études secondaires, il intègre l’université Zokei de Tokyo (en), une école d'art et de design en ayant pour objectif de devenir professeur d'art. Il part pour Tokyo dans l'espoir de trouver du travail dans le monde de l'animation et du manga. En 1981, dans le cadre d'un concours scolaire, il publie son premier manga FINAL STRETCH saigo no shissō (FINAL STRETCH 最後の疾走). En 1983, alors qu'il est en deuxième année à l'université, il rencontre Mahiro Maeda qui l'invite à rejoindre les équipes d'animateurs travaillant sur la série The Super Dimension Fortress Macross où il fait la rencontre de Hideaki Anno et Hiroyuki Yamaga. Il y a deux ans, ces deux jeunes artistes ont de co-fonder un studio d'animation nommé Daicon Film après avoir réalisé un court-métrage indépendant intitulé Daicon III. Avec Maeda, Sadamoto rejoint ce jeune studio et participe à la réalisation de son nouveau court-métrage : Daicon IV. Le studio d'animation devient plus tard le studio Gainax pour répondre à des projets plus ambitieux.
En 1984, il intègre comme apprenti le studio d'animation Telecom Animation Film dans lequel il est intervalliste, notamment pour la série Sherlock Holmes,, il occupe aussi ce poste sur la série Armored Trooper Votoms et l'OAV Project A-KO 2. Il est formé par le vétéran Yasuo Ōtsuka pour lequel il a une grande admiration,. Il rejoint ensuite le studio Gainax pour travailler sur le long métrage Les Ailes d'Honnéamise. Il occupe alors pour la première fois le poste de character-designer. Dans les années 1980 et 1990, il est également animateur-clé sur des séries de Gainax comme Les Ailes d'Honnéamise, Gunbuster, ou Entre Elle et Lui, il occupera de nouveau ce poste sur des œuvres d'autres studios comme Le Roman de Genji et L’œuf de l'ange,. Il occupe à nouveau le poste de character-designer pour la production de la série anime Nadia, le secret de l'eau bleue de Hideaki Anno en 1990. Il publie également le manga R20 Haguruma no aru machi (R20 歯車のある街) dans le magazine Newtype entre 1991 et 1992. Il réalise aussi plusieurs illustrations notamment les jaquettes des jeux vidéo Fatal Fury sur Megadrive, ou la pochette de l'album Pilgrim du célèbre guitariste anglais Eric Clapton, (il dessinera de nouveau en 2014 la pochette de son album The Breeze: An Appreciation of JJ Cale).
En 1992, Gainax souhaite réaliser une suite au film Les Ailes d'Honnéamise. C'est naturellement que Sadamoto reprend son rôle de character designer, mais le projet est finalement annulé l'année suivante par manque de budget. Des cendres du projet, Anno produit la série Neon Genesis Evangelion. Sadamoto est de nouveau impliqué dans le projet en tant que character designer. Il se propose également pour réaliser une adaptation en manga dans la série destinée à être publiée dans le magazine Monthly Shōnen Ace. Ce manga débute en 1995, quelques mois avant la diffusion de la série pour lui faire de la publicité, et se termine en 2013 à cause d'un rythme de publication très irrégulier. Le succès de la série Evangelion permet à Sadamoto d'accroitre sa renommée. Il continue de travailler chez Gainax en tant que character designer sur les OVA FLCL en 2000 et Diebuster en 2004.
Sadamoto s'implique aussi dans un important projet cross-media nommé .hack en tant que character designer. Il travaille également à ce poste sur les films La Traversée du temps, Summer Wars et Les Enfants loups, Ame et Yuki du réalisateur Mamoru Hosoda,,,. Avec la fondation du studio Khara par Hideaki Anno en 2006, et le projet Rebuild of Evangelion, Sadamoto retrouve la franchise Evangelion et dessine de nouveaux personnages notamment pour le film Evangelion: 3.0 You Can (Not) Redo en 2012.
Le 9 août 2019, il crée une polémique sur Twitter à la suite de son commentaire sur l'exposition After "Freedom of Expression"?. Cette exposition d'art contemporain présente notamment une sculpture des artistes coréens Kim Seo-Kyung et Kim Eun-Sung, nommée Statue of Peace Elle représente une Femmes de réconfort, une victime de l'esclavage sexuel par l'empire du Japon durant la Seconde Guerre mondiale, comme symbole des violences sexuelles et comme mémorial. Dans son tweet, Sadamoto qualifie l'oeuvre de « sale » et « vulgaire », et clame que l'art est simplement devenu de la propagande sans valeur esthétique. De nombreux fans ont été offusqués par cette position politique traduisant un refus d'excuses, voir un négationnisme, des crimes perpétrés par l'empire du Japon. La controverse autour de l'exposition prend une ampleur telle qu'elle est contrainte de fermer seulement trois jours après son ouverture. Plus de 700 plaintes ont été envoyées pour s'opposer à After  "Freedom of Expression"?, et également des menaces de mort à l'encontre du gouverneur de la région d'Aichi et du commissaire d'exposition.
En 2011 il résite à Takahama dans la préfecture d'Aichi. Il s'est marié[Quand ?] avec la mangaka Mako Takaha.

## Œuvres

### Animation
- 1982-1983 : The Super Dimension Fortress Macross (TV) - Animateur clé (ep 9)
- 1986 : L'Œuf de l'ange (film) - Animateur clé
- 1987 : Robot Carnival (OAV) - Chara-designer (segment A Tale of Two Robots)
- 1987 : Les Ailes d'Honnéamise (film) - Chara-designer, directeur de l'animation
- 1988-1989 : Gunbuster (OAV) - Directeur de l'animation, animateur clé
- 1990-1991 : Nadia, le secret de l'eau bleue (TV) - Chara-designer, directeur de l'animation (ep 8,21,39)
- 1995-1996 : Neon Genesis Evangelion (TV) - Chara-designer
- 1997 : Evangelion: Death and Rebirth (film) - Chara-designer
- 2001 : FLCL (OAV) - Chara-designer
- 2002 : .hack//SIGN (TV) - Chara-design original
- 2004 : Melody of Oblivion (TV) - Concept des Aibar machines
- 2004-2005 : Diebuster (OAV) - Chara-designer
- 2006 : .hack//Roots (TV) - Supervision du chara-design
- 2006 : La Traversée du temps (film) - Chara-designer
- 2007 : Evangelion: 1.0 You Are (Not) Alone (film) - Chara-designer, directeur de l'animation
- 2009 : Evangelion: 2.0 You Can (Not) Advance (film) - Chara-designer
- 2009 : Summer Wars (film) - Chara-designer
- 2012 : Les Enfants loups, Ame et Yuki (film) - Chara-designer
- 2012 : Evangelion: 3.0 You Can (Not) Redo (film) - Chara-designer, directeur de l'animation
- 2020 : Great Pretender (série) - Chara-designer

### Manga
- 1981 : Final Stretch - 1 chapitre, Lonely lonesome night - 1 chapitre, Crazy rider - 1 chapitre
- 1982 : 18R no taka - 4 chapitres
- 1991-1992 : Route 20 - 5 chapitres
- 1994 : Kotou no oni - 2 chapitre (avec Mako Takaha)
- 1995-2014 : Neon Genesis Evangelion - 14 volumes
- 1997 : Dirty work - 1 chapitre (avec Mako Takaha)
- 2000 : System of romance - 1 chapitre (avec Mako Takaha)
- 2007-2008 : Archaic smile - 3 chapitres (avec Mako Takaha)

### Jeux vidéo
- 2002-2005 : .hack (cinq jeux) - Chara-designer
- 2006-2008 : .hack//G.U. (trois jeux) - Supervision du design
- 2018 : Starwing Paradox (en) - Chara-designer

### Artbook
- 1993 - Alpha
- 1999 - Der Mond (ISBN 978-2-7234-3332-7)
- 2009 - Carmine